# Лхаса
Лха́са ([l̥ásə], тиб. ལྷ་ས, Вайли lha sa, трансл: Лха са; кит. упр. 拉萨, пиньинь Lāsà, палл. Ласа) — город окружного значения в Тибетском автономном районе КНР, место размещения правительства автономного района, бывшая столица независимого Тибетского государства.
Лхаса является традиционной резиденцией Далай-ламы.

## Название
Буквально в переводе с тибетского языка лхаса означает «место богов». Ввиду соответствующих погодных условий Лхасу также называют «городом солнечного света» (кит. упр. 日光城).
Произношение Лха́са следует старому тибетскому (придыхание; в современном языке произносится хЛаса; ударение падает на второй слог), Ласа́ — китайскому (拉萨 Lāsà) и английскому (Lhasa — h не произносится) языкам.

## География
Лхаса находится в Лхасской долине, горы вокруг долины поднимаются на высоту 5500 м и выше.
Через город протекает река Кьи-чу, приток Брахмапутры.

### Климат
В Лхасе горный климат с большими суточными колебаниями температуры. Днём достаточно тепло, ночью — холодно. Для города характерен высокий уровень солнечной радиации в течение всего года.
| Показатель                         | Янв.  | Фев.  | Март  | Апр. | Май  | Июнь | Июль  | Авг.  | Сен. | Окт. | Нояб. | Дек.  | Год   |
| ---------------------------------- | ----- | ----- | ----- | ---- | ---- | ---- | ----- | ----- | ---- | ---- | ----- | ----- | ----- |
| Абсолютный максимум, °C            | 20,5  | 21,3  | 25,0  | 25,9 | 29,4 | 30,8 | 30,4  | 27,2  | 26,5 | 24,8 | 22,8  | 20,1  | 30,8  |
| Средний суточный максимум, °C      | 8,4   | 10,1  | 13,3  | 16,3 | 20,5 | 24,0 | 23,3  | 22,0  | 20,7 | 17,5 | 12,9  | 9,3   | 16,5  |
| Средняя температура, °C            | −0,3  | 2,3   | 5,9   | 9,0  | 13,1 | 16,7 | 16,5  | 15,4  | 13,8 | 9,4  | 3,8   | −0,1  | 8,8   |
| Средний суточный минимум, °C       | −7,4  | −4,7  | −0,8  | 2,7  | 6,8  | 10,9 | 11,4  | 10,7  | 8,9  | 3,1  | −3    | −6,8  | 2,7   |
| Абсолютный минимум, °C             | −16,5 | −15,4 | −13,6 | −8,1 | −2,7 | 2,0  | 4,5   | 3,3   | 0,3  | −7,2 | −11,2 | −16,1 | −16,5 |
| Норма осадков, мм                  | 0,9   | 1,8   | 2,9   | 8,6  | 28,4 | 75,9 | 129,6 | 133,5 | 66,7 | 7,4  | 0,9   | 0,3   | 456,9 |
| Источник: Гонконгская обсерватория |       |       |       |      |      |      |       |       |      |      |       |       |       |

| Солнечное сияние, часов за месяц. | Солнечное сияние, часов за месяц. | Солнечное сияние, часов за месяц. | Солнечное сияние, часов за месяц. | Солнечное сияние, часов за месяц. | Солнечное сияние, часов за месяц. | Солнечное сияние, часов за месяц. | Солнечное сияние, часов за месяц. | Солнечное сияние, часов за месяц. | Солнечное сияние, часов за месяц. | Солнечное сияние, часов за месяц. | Солнечное сияние, часов за месяц. | Солнечное сияние, часов за месяц. | Солнечное сияние, часов за месяц. |
| Месяц                             | Янв                               | Фев                               | Мар                               | Апр                               | Май                               | Июн                               | Июл                               | Авг                               | Сен                               | Окт                               | Ноя                               | Дек                               | Год                               |
| Солнечное сияние, ч               | 257                               | 229                               | 245                               | 249                               | 279                               | 261                               | 226                               | 226                               | 237                               | 282                               | 267                               | 264                               | 3022                              |
| --------------------------------- | --------------------------------- | --------------------------------- | --------------------------------- | --------------------------------- | --------------------------------- | --------------------------------- | --------------------------------- | --------------------------------- | --------------------------------- | --------------------------------- | --------------------------------- | --------------------------------- | --------------------------------- |

## История

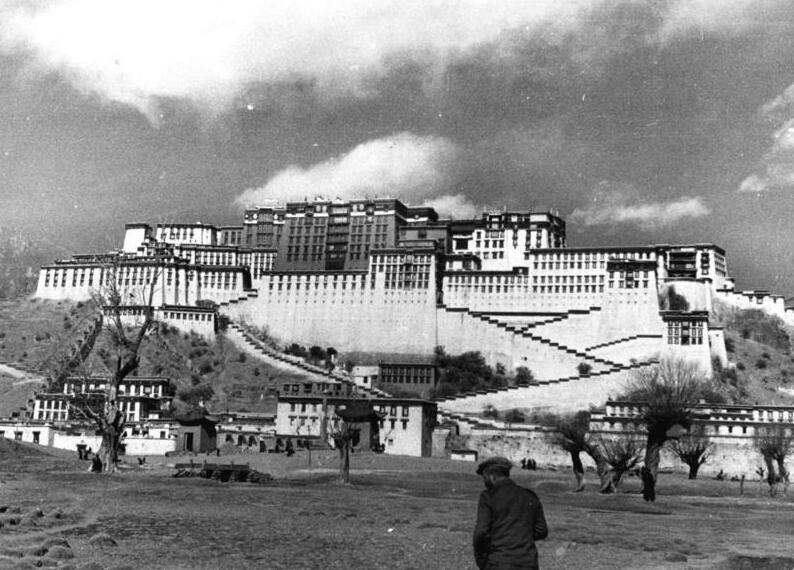
Дворец Потала, 1938 год

По легендам, второй император Тибета Сонгцэн Гампо (Srong-brtsan Sgam-po), живший в первой половине VII века, сделал Лхасу своей столицей. Тем не менее документы того времени говорят, что столица Тибета тогда постоянно перемещалась. В центре города ещё тогда был построен монастырь Джоканг, который и сейчас является главным местом паломничества в Лхасе.
Город стал расти и процветать после основания трёх крупных монастырей школы гелуг в результате деятельности ламы Цонкапы и его учеников в XV веке. Это монастыри Ганден (Dga'-ldan), Сера (Se-ra) и Дрепунг ('Bras-spung).
Далай-лама V Лобсанг Гьяцо (Blo-bzang-rgya-mtsho, 1617—1682), при содействии ойратского Гуши-хана, подчинил Тибет и перенёс в Лхасу свой административный центр. Потом он начал строить дворец Потала, строительство было завершено через несколько лет после его смерти. С этого времени Лхаса стала полноценной политической столицей Тибета.
Лхавзан-хан, глава племени хошутов (принадлежащего к ойратам), захватил Лхасу в 1705 году. Тибетцы обратились за помощью к ойратскому хунтайджи из знатного клана Чоросов, главе Ойратского (Джунгарского) ханства, который послал шеститысячное войско под командованием Цэрэна-Дондоба, разбившее войско Лхавзан-хана и захватившее Лхасу в 1717 году.
Европейцы проникали в Лхасу редко. Первые достоверные научные сведения о городе, резиденции Далай-ламы и Тибете появились благодаря российским путешественникам и учёным — Бичурину Н. Я., Пржевальскому Н. М. и Цыбикову Г. Ц.. Последнему удалось сделать и первые фотографии Лхасы. К 1951 году половина города состояла из монахов, общее население было около 25 000 человек. Дополнительно около 15 тысяч человек населяло окрестные монастыри.
В 1960 году административное устройство Тибета было изменено на общекитайский манер. Был образован городской округ Лхаса, в котором бывший город Лхаса стал районом Чэнгуань; помимо него, в состав округа вошло ещё 7 уездов. В 1964 году в состав городского округа Лхаса была передана часть территории Специального района Нгари, в результате чего количество уездов в городском округе Лхаса достигло 11.
В 2016 году уезд Дёлунгдечен был преобразован в район городского подчинения.
В 2017 году уезд Дагдзе был преобразован в район городского подчинения.

## Население
Население района Чэнгуань составляет около 250 тыс. человек, а население всего городского округа Лхаса — 521 тыс., включая мигрантов (более 100 тыс. человек) и не включая военный гарнизон.
Согласно переписи 2000 года, 81,6 % населения составляли этнические тибетцы. Значительную часть населения Лхасы составляют китайские чиновники, военнослужащие и мигранты из других провинций КНР. По оценкам тибетского правительства в изгнании, этнические тибетцы в городе Лхаса составляют меньшинство.
Рост государственных и частных инвестиций в экономику Тибета привели к тому, что немало китайцев поселилось также в окрестности Лхасы.

## Административно-территориальное деление
Фактическая городская застройка примерно соответствует границам района Чэнгуань, остальная территория включает обширные горные районы, ряд уездов и других населённых пунктов.
| Карта            | #                 | Название   | Китайское название | Пиньинь         | Тибетское название       | Вайли   | Население (оценка 2003) | Площадь (км²) | Плотность населения (чел./км²) |
| ---------------- | ----------------- | ---------- | ------------------ | --------------- | ------------------------ | ------- | ----------------------- | ------------- | ------------------------------ |
|                  |                   |            |                    |                 |                          |         |                         |               |                                |
| Собственно город |                   |            |                    |                 |                          |         |                         |               |                                |
| 1                | Район Чэнгуань    | 城关区     | Chéngguān qū       | ཁྲིན་ཀོན་ཆུས་       | khrin kon chus           | 140,000 | 525                     | 267           |                                |
| 6                | Район Дёлунгдечен | 堆龙德庆区 | Duīlóngdéqìng qū   | སྟོད་ལུང་བདེ་ཆེན་ཆུས་ | stod lung bde chen chus  | 40,000  | 2,672                   | 15            |                                |
| 7                | Район Дагдзе      | 达孜区     | Dázī qū            | སྟག་རྩེ་ཆུས་        | stag rtse chus           | 30,000  | 1,361                   | 22            |                                |
| Сельские уезды   |                   |            |                    |                 |                          |         |                         |               |                                |
| 2                | Уезд Лхюнджуб     | 林周县     | Línzhōu xiàn       | ལྷུན་གྲུབ་རྫོང་       | lhun grub rdzong         | 60,000  | 4,100                   | 14            |                                |
| 3                | Уезд Дамшунг      | 当雄县     | Dāngxióng xiàn     | འདམ་གཞུང་རྫོང      | dam gzhung rdzong        | 40,000  | 10,234                  | 4             |                                |
| 4                | Уезд Ньемо        | 尼木县     | Nímù xiàn          | སྙེ་མོ་རྫོང་         | snye mo rdzong           | 30,000  | 3,266                   | 9             |                                |
| 5                | Уезд Чюшю         | 曲水县     | Qūshuǐ xiàn        | ཆུ་ཤུར་རྫོང་        | chu shur rdzong          | 30,000  | 1,624                   | 18            |                                |
| 8                | Уезд Мэджокунггар | 墨竹工卡县 | Mòzhúgōngkǎ xiàn   | མལ་གྲོ་གུང་དཀར་རྫོང་ | mal gro gung dkar rdzong | 40,000  | 5,492                   | 7             |                                |

## Экономика

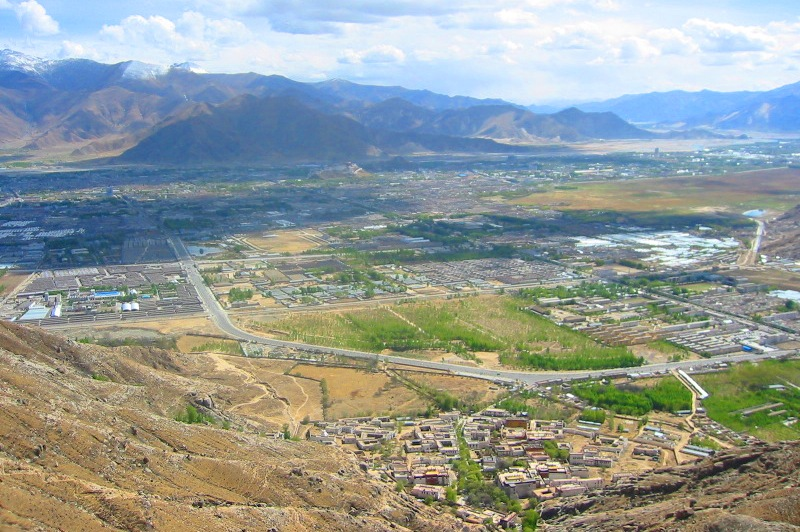
Тибетская долина

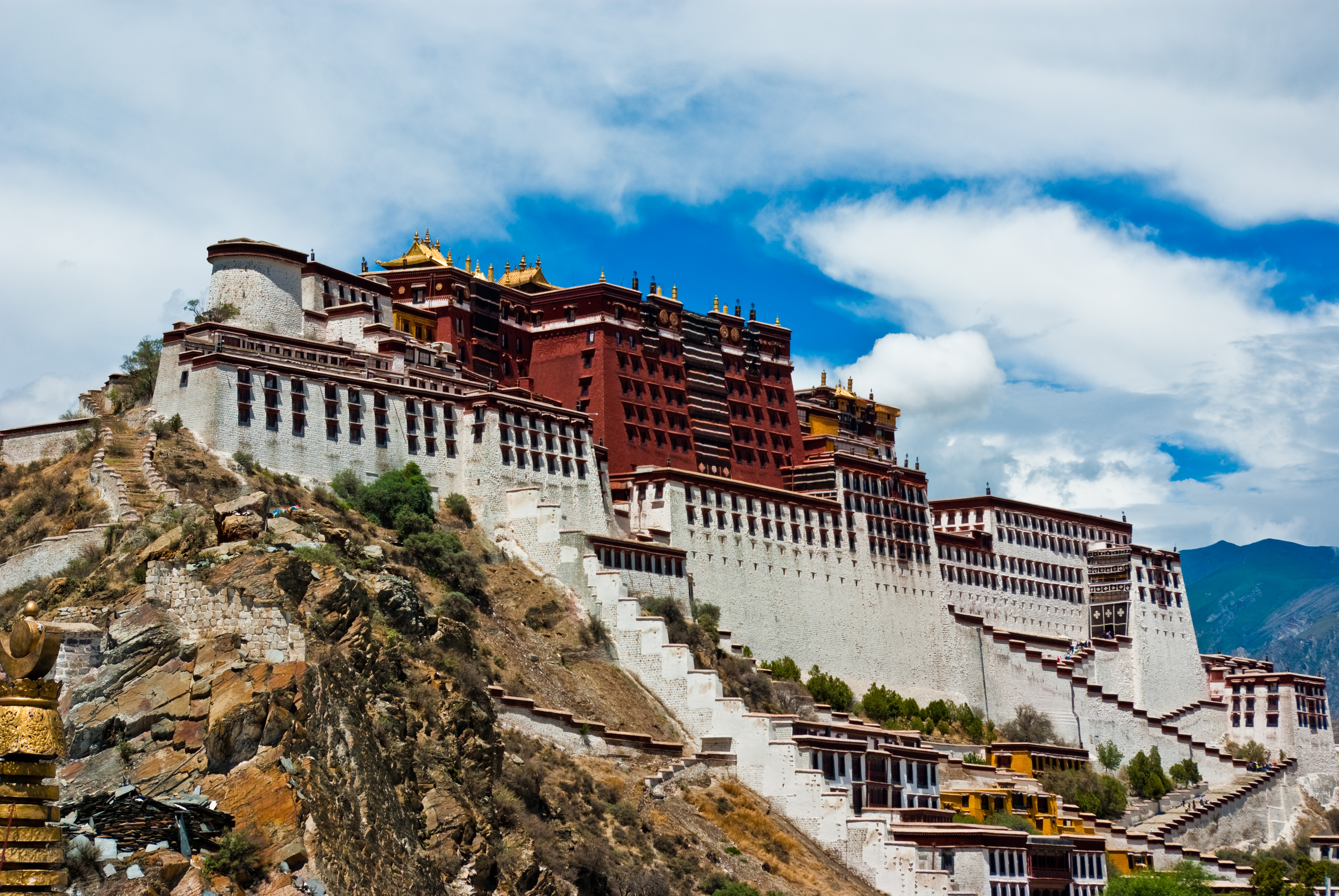
Дворец Потала

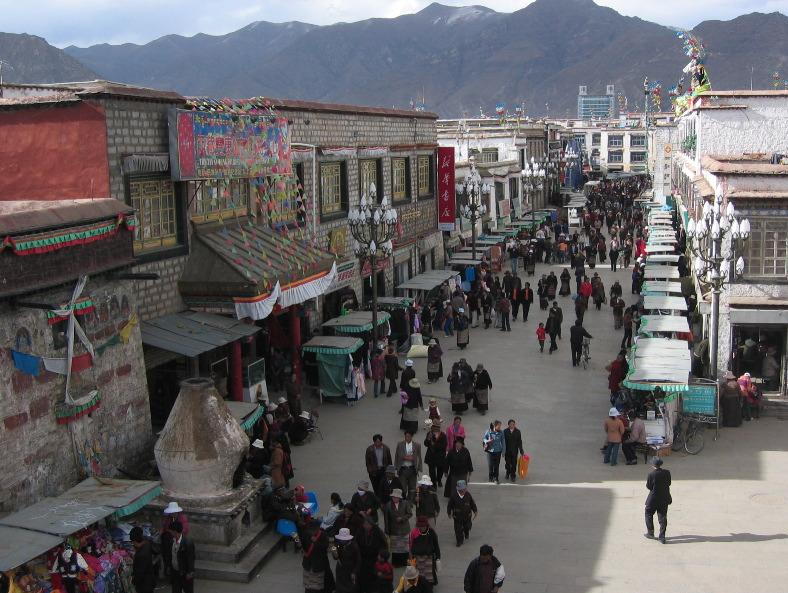
Площадь Баркор, торговые ряды и место паломничества

В экономике большое значение имеет индустрия туризма. Туристов привлекают уникальный дворец Потала, храмы и природные ландшафты, а также тибетские деревни, сельскохозяйственные районы и пастбища, центры народных ремёсел с характерными местными особенностями. В 2020 году Лхасу посетили более 20 млн китайских и зарубежных туристов, а доходы города от туризма составили 30,1 млрд юаней (4,64 млрд долл. США).
Коренные жители Лхасы и долины заняты традиционным земледелием (ячмень) и скотоводством. Лхаса является также большим рынком местных ремёсел. В окрестностях Лхасы работают химический и автомобильный заводы. Неподалёку ведётся добыча меди, олова и цинка.

### Внешняя торговля
В 2025 году в Лхасе открылся индустриальный парк трансграничной электронной коммерции (в его состав входят выставочные залы, склады и логистические комплексы, центры таможенного оформления и финансовых расчетов). Товары из Гуанчжоу и Иу следуют через этот парк в Непал и Индию.

### Туризм
По официальным сведениям, в 2004 году Тибет посетило 1,1 миллионов туристов. Правительство Китая предполагает увеличение количества туристов к 2020 году до 20 миллионов, значительное число туристов составят китайцы. Сторонники расширения автономии Тибета считают, что чрезмерное количество туристов приведёт к пагубным последствиям для уникальной тибетской культуры и созданию на месте культурных памятников искусственных «Диснейлендов».

### Сельское хозяйство
В посёлке Цайна расположен Национальный демонстрационный агропромышленный парк, в теплицах которого выращивают фрукты и декоративные растения.

## Транспорт

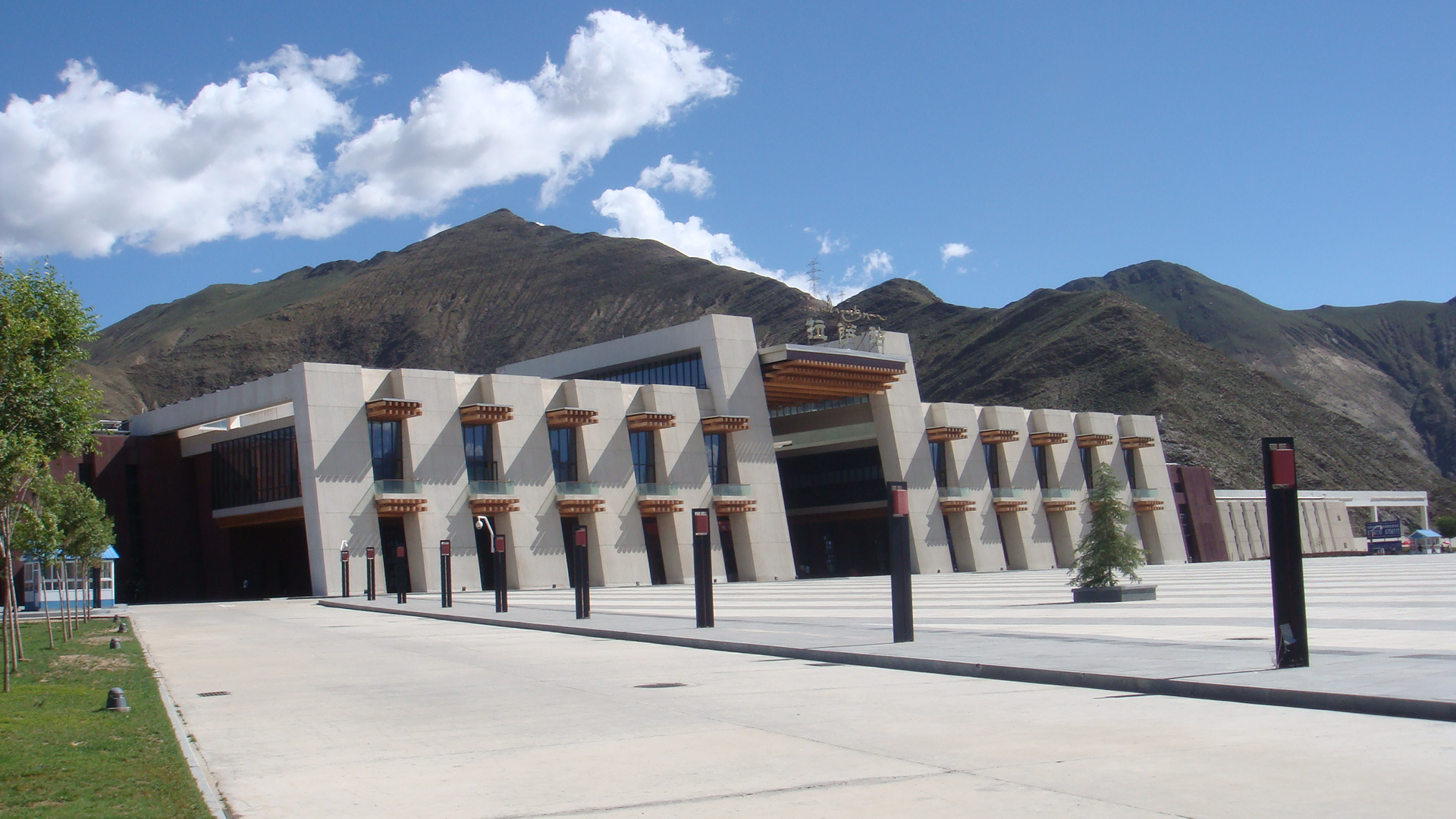
Железнодорожный вокзал

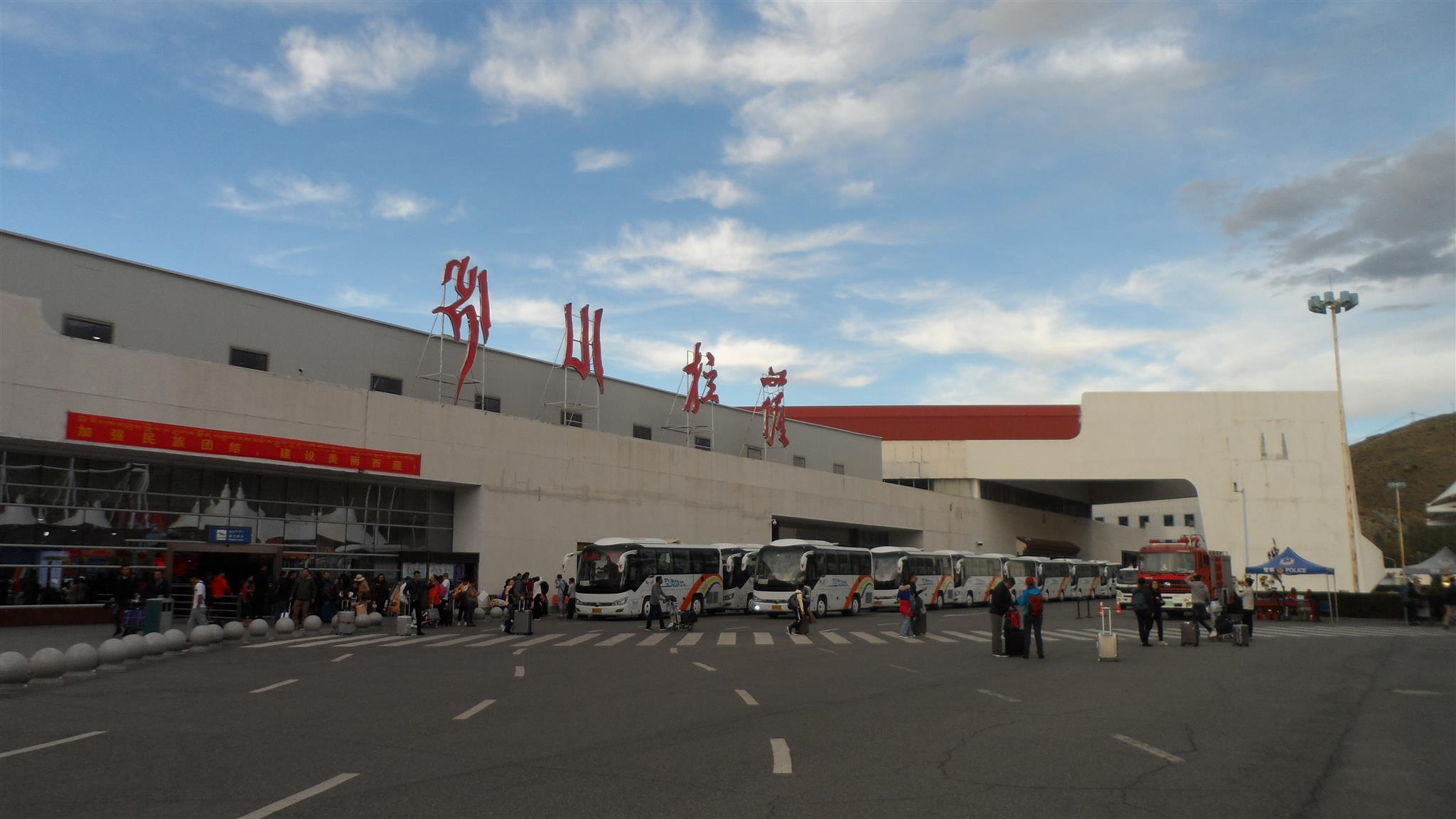
Аэропорт Гонггар

### Железнодорожный
В октябре 2005 года завершилось строительство 1080-километровой Цинхайской железной дороги до Лхасы, в 2006 году по ней началось пассажирское сообщение. В городе расположена крупнейшая железнодорожная станция этой магистрали.
Ежедневно три поезда приходят и отправляются из Лхасы. Поезд Z21 едет из Пекина-Западного, дорога занимает 40 час. 30 мин., отправление из Пекина 20:00, прибытие в Лхасу — в 12:30, билет стоит от 360 юаней (сидячее место), 763 — спальное место в жёстком вагоне и 1186 юаней — спальное место в мягком вагоне. Обратный поезд Z22 отправляется из Лхасы в 15:30 и прибывает в Пекин в 08:20 (время в пути — 40 час. 50 мин.) Имеются также поезда из городов Чэнду, Чунцин, Гуанчжоу, Ланьчжоу и Синин. Из-за большой разницы высот на этой трассе пассажиры рискуют заболеть горной болезнью. Для профилактики вагоны обеспечены дополнительной кислородной вентиляцией, а пассажиры могут попросить персональную кислородную маску.
В 2014 году открылась железная дорога Лхаса — Шигадзе, расширяющая возможности поездок вглубь Тибета. Поезд Z8801 отправляется из Лхасы в 08:30 и прибывает в Шигадзе в 11:25, Z8803 отправляется в 15:20 и прибывает в 17:59. Стоимость билета низшего класса 40,5 юаней. Обратные поезда: Z8804 отправляется из Шигадзе в 12:05 и прибывает в 14:40, Z8802 отправляется в 18:40 и прибывает в 21:33.

### Авиационный
Город обслуживает аэропорт Гонггар, который находится на расстоянии 62 км от центра Лхасы. В декабре 2023 года была введена в эксплуатацию вторая взлетно-посадочная полоса международного аэропорта Лхасы. В 2024 году пассажиропоток аэропорта Гонггар превысил 6 млн человеко-раз; было обработано 45 тыс. тонн грузов и почты.

## Культура
Исторические памятники Лхасы представляют огромное значение для мировой культуры. Это, безусловно, дворец Потала, центральный храм Джоканг, монастыри Дрепунг, Сера и Ганден, монастырь Рамоче, летний дворец Далай-ламы Норбулинка, уникальная мечеть в тибетском архитектурном стиле, историческая улица Баркхор и многие другие достопримечательности.
Немало памятников культуры было разрушено или пострадало перед и во время культурной революции.
Для паломников в Лхасе имеется три круговых маршрута для ритуального обхода (кора) святых мест: это цикл Нангкор в храме Джоканг, круговая улица Баркхор по старому городу, охватывая квартал с храмом Джоканг, и внешний круг Лингкор вокруг всего города. Дополнительно паломники обходят дворец Потала. Во время коры паломники совершают простирания, крутят молитвенные барабаны и читают мантры. После модернизации города внешний круг Лингкор перестал использоваться.
В Лхасе регулярно проводится фестиваль Ванго, который сопровождается скачками, хороводами и молитвами о богатом урожае ячменя.
В 2022 году в Лхасе началось строительство самого высокогорного планетария в мире.

### Радиовещание
Из Лхасы ведётся вещание радиопрограммы «PBS Xizang» в диапазоне коротких волн.

## Города-побратимы
- Элиста, Калмыкия — с 27 октября 2004 года.